# Teorban
Teorban (także teorba) – instrument muzyczny, w którym źródłem dźwięku są napięte struny szarpane palcami. Jeden z trzech typów arcylutni.
Ma owalny, wypukły korpus rezonansowy, podobny do korpusu lutni, oraz szeroką, długą szyjkę zakończoną podwójną skrzynką kołkową. Komora kołkowa strun melodycznych znajduje się na prostym (nie łamanym) przedłużeniu szyjki. Komora kołkowa strun burdonowych (basowych, niskobrzmiących) jest umieszczona ponad pierwszą i nieco z boku. Obydwie połączone są esowatą szyjką. Struny teorbanu były początkowo pojedyncze, a od XVIII wieku zdwajane; melodyczne są skracane palcami, a burdonowe nie – wydają tylko jeden dźwięk. Liczba strun waha się od 11 do 14. Dwie najniższe struny są zawsze pojedyncze, pozostałe podwójne.
Od chitarrone oraz lutni teorbanizowanej różni się nieco gabarytami pudła rezonansowego, długością szyjki oraz konstrukcją dodatkowej skrzynki kołkowej.
Do teorbanu podobny jest ukraiński torban, różniący się nieco konstrukcją skrzynek kołkowych oraz wyposażony w dodatkowy zestaw 14–15 strun, przebiegających nad prawą stroną płyty wierzchniej.